# Ralina Arabova
Ralina Arabova (ur. 4 lipca 2000 w Kazaniu) – rosyjska modelka, zwyciężczyni konkursu piękności Miss Universe Rosja 2021.

## Życiorys
Arabova urodziła się i wychowała w Kazaniu. Pracuje w reklamie i public relations na Kazańskim Państwowym Uniwersytecie Energetycznym, a także studiowała prawo na Uniwersytecie Finansowym Rządu Federacji Rosyjskiej.

## Konkurs piękności
13 kwietnia 2019 r. reprezentowała Tatarstan na Miss Rosja 2019 i rywalizowała z 49 innymi kandydatkami w Barvikha Luxury Village w Moskwie. Zajęła drugie miejsce za Aliną Sanko, która została Miss Universe Rosja 2020.
29 listopada 2021 r. Arabova została wyznaczona jako Miss Universe Rosja 2021 i reprezentowała Rosję na konkursie Miss Universe 2021 w Ejlacie w Izraelu.